# Lil Pump
Lil Pump, de nom real Gazzy Garcia, (Miami, 17 d'agost de 2000) és un raper i compositor estatunidenc de Miami, Florida. Garcia va començar a penjar cançons per compartir música amb SoundCloud el 2016, guanyant gairebé un centenar de milions de fluxos combinats al lloc. Juntament amb el company rapper de Miami, Smokepurpp, García va co-dirigir la gira No Jumper el 2016 i també va actuar al Festival Rolling Loud. Garcia és més conegut per la seva cançó "Gucci Gang" que va arribar al número tres al US Billboard Hot 100.
Garcia va estrenar el seu àlbum debut, Lil Pump, el 6 d'octubre de 2017.

## Carrera

### Començaments de la seva carrera (2016)
La carrera de raper de Garcia va començar quan Smokepurpp va produir una pista i li va demanar a Garcia que s'ho passés per sobre amb un micròfon per a auriculars. El senzill que es va produir va ser llançat independentment després com el seu single debut, "Lil Pump", en el lloc web de streaming de música SoundCloud en 2016. La cançó es va seguir ràpidament amb els senzills "Elementary", "Ignorant", "Shit Gang" i "Drum $ tick", que cada un va guanyar individualment més de tres milions de fluxos. L'èxit de les cançons de Garcia en SoundCloud li va valer el reconeixement entre l'escena subterrània del sud de Florida, en un estil col·loquialment anomenat "SoundCloud rap", i també va aparèixer en la gira 2016 No Jumper.

### Augment de la popularitat (2017-present)
lil pump va començar el 2017 publicant els senzills "D Rose" i "Boss", que van ser èxits importants a SoundCloud, recopilant un conjunt de 70 milions de fluxos. [12] La popularitat de "D Rose" va portar a un video musical produït pel director de Chicago, Cole Bennett. El video musical es va estrenar a YouTube el 30 de gener de 2017 i ha obtingut 64 milions de visions a l'octubre de 2017. [15] El 9 de juny de 2017, García va signar un acord amb Tha Lights Global i Warner Bros. Records, només dos mesos abans del seu dissetè aniversari [16].
El juliol de 2017, es va anunciar al compte de Twitter de Garcia que el seu àlbum de debut estava en les obres i que es publicaria a l'agost [17]. Tot i que l'àlbum no va ser llançat a l'agost, García va publicar la cançó "Gucci Gang", que finalment es va convertir en la primera entrada de Billboard Hot 100 de Garcia, arribant al número set el 8 de novembre de 2017. [18] [19]
El 6 d'octubre de 2017, García va llançar el seu debut mixtape comercial, Lil Pump, amb Smokepurpp, Gucci Mane, Lil Yachty, Cap Keef, Rick Ross i 2 Chainz. [20]